# 蚩尤

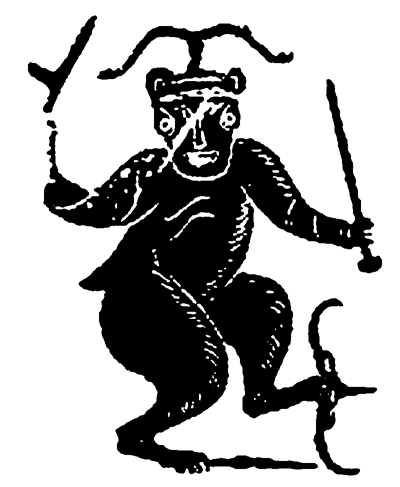
东汉山东省墓葬壁画中的蚩尤形象

蚩尤，中国神话傳說中的部落首領，实为神农氏炎帝姜姓的部落分支首领。與黃帝交戰而聞名。蚩尤在戰爭中顯示的威力，使其成為戰爭的同義詞，尊之者以為戰神，斥之者以為禍首。其活动年代大致与华夏族首领炎帝和黄帝同时。蚩尤部落于涿鹿之战中败于黄帝、炎帝的部落联盟。部落族人四散。其中一部分族人归附炎黄部落的华夏族，一部分南迁。与黄帝、炎帝合称为“中华三祖”。

## 传说概述
中國歷史上，春秋時期以来的古籍對蚩尤传说的記錄相當豐富，但常有矛盾之處。根據這些記錄，蚩尤是上古时代九黎部落的領袖，也是中国神话中的武战神。學者依照《逸周書》、《鹽鐵論》推測蚩尤屬于太昊、少昊氏族集團。蚩尤有兄弟八十一人（可能是八十一個部落之意，一說七十二個），骁勇善战，势力强大。
古籍中提及蚩尤最多的，是其与以黄帝为首的部落联盟展开的激战，具体情况有三说。
第一说见于《史記·五帝本紀》，即黃帝在阪泉之战中战胜炎帝后，蚩尤作亂，黃帝又在涿鹿之戰中擊敗蚩尤，从而巩固天子之位；
第二说见于《逸周书·尝麦篇》，即蚩尤驱逐赤帝（炎帝），赤帝求诉于黃帝，二帝联手杀蚩尤于中冀；
第三说见于《山海经·大荒北经》，即蚩尤作兵攻伐黃帝，黃帝令應龙迎戰，雙方在冀州之野大戰，蚩尤兵败被杀。
儘管各說略有差異，但蚩尤與黃帝曾經交戰是無疑的。戰爭過程則更為曲折，且極具神話色彩。蚩尤善戰，“制五兵之器，变化云雾”，“作大雾，弥三日”，黃帝“九战九不胜”、“三年城不下”。《龍魚河圖》載黃帝“不敌”蚩尤，“乃仰天而叹，天遣玄女下授黄帝兵信神符”，即依靠女神“玄女”的力量方才取勝。一說黃帝借助風所作之指南車方在大霧中辨明方向，獲得勝利。
蚩尤的結局，傳說多稱兵敗被黃帝所殺，黄帝斩其首葬之，首级化为血枫林。或者臣服于黃帝，并主軍事。
后來天下又乱，黃帝画蚩尤的形像，威懾天下，天下都以為蚩尤不死，並且居黄帝之幕府，於是“八方万邦皆为弭服”。
轩辕黃帝战蚩尤，是中原上古时代极其重要的事件。黃帝胜利之后，一统中原地区，成为华夏正统。因此漢文史籍特別是長居主流的儒家典籍對蚩尤多有惡評，儘管未必公允。后來，蚩尤逐漸神化，成為具有“铜头铁额”、“八肱八趾”、“人身牛蹄，四目六手”并“食沙石子”的形象。
傳說蚩尤制造金屬兵器，又善作戰，故被尊為戰神、兵器之神（兵主）受到崇拜。
蚩尤敗后，族人流散，一部分歸附黃帝，一部分則向他處遷徙。

## 源流考證

### 上古時代

#### 蚩尤與炎帝
蚩尤與炎帝的關係相當複雜，說法各異。一種觀點認為，蚩尤可能一度臣属於炎帝或曾经加入以炎帝为首的部落联盟。但后来蚩尤与炎帝发生激烈冲突，并打败炎帝。
以夏曾祐、丁山、吕思勉為代表的一些史學家，認為蚩尤即炎帝。他們以《水经注》對涿水的记载為主要根據，考證出蚩尤、黃帝對戰的“涿鹿”和炎黃對戰的“阪泉”實為一地。两次大戰實為同一次，而蚩尤與炎帝之所指也便相同了。另外，蚩尤和炎帝都以牛為圖騰，这与蚩尤在后世的图腾形象一致。
而另一種觀點提出，蚩尤為炎帝之后。二者屬于同一部族，均為部族或其首領的稱號。則黃帝先在阪泉之野擊敗炎帝部族，蚩尤部族作為炎帝后代，为報仇而與黃帝大战于涿鹿，战败之后，首领被擒杀，部分族人则归顺黄帝为臣。

#### 蚩尤與黃帝
在長期以儒家思想為主流的中國社會中，一向強調“正统”观念，史家又多有“成王败寇”的传统。黃帝伐蚩尤逐漸被描述為正義與邪惡的戰爭，以《史記·五帝本紀》為代表，流傳甚廣。
在非儒家文献如《逸周书》、《山海经》中对蚩尤與黃帝交戰的描述則相對客觀。在道家經典《庄子》中，更借盗跖之口，對蚩尤多有同情，而譴責黃帝。
另外，蚩尤與黃帝除敌对关系外，還可能有過臣属关系。黃帝曾使蚩尤主管金属冶炼，辅佐少昊。春秋時期齐国名相管仲则把蚩尤说成黃帝“六相”之首，地位甚高。戰國時代的韩非也有类似的记载，但更具神话色彩。
1973年发掘的马王堆汉墓中出土的《黄帝十六经》中记载，黃帝在打败蚩尤，活捉了他后，“剥其皮革以为干侯，使人射之，多中者赏。翦其髮而建之天，名曰蚩尤之旌。充其胃以为鞠，使人执之，多中者赏。”
2008年清华大学入藏的《清华简》中，《五纪》一篇有“黄帝有子曰蚩尤”的说法。《史记》中亦提到“蚩尤畔父，黄帝涉江”。因此，有可能《五纪》中蚩尤为黄帝之子，以及成人后作兵叛父的相关传说，到了汉代犹有流传。

#### 蚩尤與九黎和三苗
蚩尤乃九黎首領，記載頗多，偶有爭论。蚩尤代表的九黎與另一部落集團三苗的關係，根據《尚书》与《国语》等多種古籍及其傳、注記載，三苗出自九黎，而為九黎之后。九黎戰敗，族人流散，演變為三苗。
但是多有学者提出异议，認為九黎和三苗并無淵源。
另一種解釋是，蚩尤是部落聯盟軍事首領的共同稱號，因而既是炎帝后裔，又是兩昊集團首領，也是九黎之君，后來三苗集團也加以襲用。

### 后世民族
蚩尤敗於黃帝，族人四散。后世可能與之相關的民族有苗族、漢族、羌族等。

#### 與苗族的關係
相對于漢族一般自認炎黃子孫。苗族川黔滇方言区，流传有“格蚩爷老”的传说。“格蚩爷老”又译“格蚩尤老”，“格蚩”，意為爷爷、老人，“爷老”是英雄之意，是否就是蚩尤，尚有争论。黔东南、廣西融水等地苗族，每六年或十三年举行一次大型祭祖仪式“吃鼓脏”时，也要首先祭始祖“姜尤”。黔南還有苗族史詩《榜蚩尤》在民間傳唱，歌唱“第一位祖先”香尤公(榜香尤)的故事。
苗族還有崇拜楓木的民俗，甚至以枫木为图腾。此俗也可能与蚩尤有关。苗族史诗中的《枫木歌》更把苗族乃至人类都说成是从枫木中产生的。
根据一些苗族史詩、歌謠、傳說，姜央是苗族的大祖神，具有非常崇高的地位。一些學者特別是苗族學者提出，姜央就是蚩尤，且苗族先民在上古时代本来居住在黄河流域，由于被华夏族所败，被迫迁徙至今天的贵州和湘西、鄂西南等地区。
然而有學者指出“蚩尤是苗族祖先”的说法起源自清末的法国汉学家拉克伯里，此汉学家提出“华夏起源于巴比伦，后迁入中国，击败当地土著首领蚩尤，蚩尤属下余众或沦为奴隶，或逃到南方成为后来的苗族”，他的学说被诸多日本学者吸纳，接得影响当时留日的中国学者（如梁启超、章太炎），后来此观点正式被中国官方组织编写的《苗族简史》收纳于其中，自此苗族历史被近现代的蚩尤思潮而人为历史重构完成。

#### 與漢族的關係
蚩尤敗后，部分族人融于炎、黃集團，從而成為部分華夏族，以至當今漢族的先民。一些漢族姓氏可能和蚩尤有關，如邹、黎、蚩，屠、劉等。
蚩尤雖然在儒家典籍中形象負面，但民間一直有崇拜蚩尤的傳統，華北地區的河北、山西一帶有相關的崇拜活動。如南朝任昉的《述异志》記載冀州（今河北）有乐名《蚩尤戏》，民人头戴牛角而相抵；在太原的村落中人們祭蚩尤神。秦始皇親祭蚩尤，為八神之一的戰神，后世帝王、武將出征之前常祭拜蚩尤以求庇佑。
傳說蚩尤戰敗，身首異處，其墓即“蚩尤冢”也有多處，包括山东省东平县、巨野县等地，亦有民祭祀。山东省巨野县還在2001年斥資重建蚩尤墓并修建了“蚩尤广场”。
根據蚩尤為黃帝六相，首管天時，故成為某種星相名稱，稱為“蚩尤旗”。根據《呂氏春秋》、《史記》、《隋書》等文獻的描述，蚩尤旗應指某種彗星，是戰伐的征兆。宋代征前榪祭祀蚩尤。

#### 與羌族的關係
根據《后漢書·西羌传》，三苗部分族人向西遷徙
，若承認蚩尤與三苗的關係，蚩尤也可能是羌族的先祖。

#### 與古朝鮮的關係
韓國1979年出版的偽歷史書《桓檀古記》（환단고기）宣稱，蚩尤即傳說中朝鮮半島的王朝倍達國第14代君主慈烏支桓雄（자오지 환웅）。

## 象徵性動植物、遺跡與代表性論述

### 動植物
- 牛；
- 狗：盤瓠神犬；
- 蝴蝶：吴晓东 《蝴蝶与蚩尤：苗族神话的新建构及反思》(2011)；
- 蚩尤樹：楓樹、香樹。

### 遺跡
- 蚩尤血；
- 蚩尤齒；
- 蚩尤骨；
- 蚩尤旗；
- 蚩尤城；
- 蚩尤寨；
- 蚩尤墳；
- 蚩尤井；
- 蚩尤戲。

## 大眾文化

### 文學作品
2007年韓國小说《蚩尤天皇》以蚩尤為其祖先，並將蚩尤與黃帝的戰爭結果改成蚩尤獲勝，被中國媒體與網路視為篡改歷史普遍作為笑柄，韓國有一些學者、歷史小說、漫畫、網站，主張出現在中國神話的蚩尤乃是屬於東夷族，為檀君神話所出現「倍達國」的天皇。在2002年世界盃足球賽，韓國球迷以蚩尤為象徵的「紅魔」作為隊旗，在韓國廣為人知。
另外还有树下野狐的小说《蛮荒三部曲》，桐华的小说《曾许诺》和《曾许诺 殇》。

### 电子游戏
由于古籍常将蚩尤作为一个恶神来描述，导致现在许多中文角色扮演游戏中常将最「最終魔王」设定为蚩尤。诸如《轩辕剑》系列、《仙剑奇侠传》系列、《幻想三國誌》系列、《刀剑封魔录外传》、《复活》、《寰神结》、《花神仙域》、《神魔之塔》等。
- 《九日》：赤燭遊戲製作，遊戲中刑天的弟弟，自我定位為文弱的書生。兄弟倆人同為截國的古代兵器，出生時沒有自我意志，為純粹的戰鬥兵器，後來被收納於倉庫中。因為長期接觸倉庫中的書畫逐漸產生自我意識。並在遊戲中作為商人NPC的存在，為主角羿提供需要的商品。以金作為交易的代價，其目的為解救沒有自我意識的哥哥刑天。在遊戲中，對軒軒的書畫才華深深著迷，向羿購入了《大哥仙人圖》以及《射豬英雄傳》。

### 動漫作品
- 2009年BB戰士三國傳 戰神決鬥編中，蚩尤成為故事中最終的惡魔，並進化為「蚩尤鋼彈」。（2009年12月推出）

- 2013年灼眼的夏娜III中，與火霧戰士「劍花薙手」虞軒契約的紅世魔王「奉之錦旆」帝鴻稱紅世使徒組織「化裝舞會」的「將軍」「千變」修德南為蚩尤。

- 终末的女武神

- 2006年《王者天下》（日語：キングダム）:裡面的刺客種族,用「蚩尤」來命名,強大的程度讓各國及其他刺客組織提及皆聞之色變。蚩尤各部族會派遣兩位女性參加試煉,各部族的代表會互相廝殺最後一位存活的人繼承「蚩尤」名號。